# 我們的主題曲 (鄭秀文專輯)
《我們的主題曲》是鄭秀文的第十三張個人專輯和第十一張粵語專輯，於1997年7月22日在香港、臺灣、新加坡及馬來西亞發行，其後於1997年7月29日推出韓國版。此專輯僅7週銷量就超過兩白金(14萬5千張)，總銷量達15萬張。在台灣的金曲龍虎榜銷售排行榜，入榜五週，最高排名為第八  
，創下女歌手粵語唱片在台灣地區的銷售紀錄。此外，該專輯在新加坡銷量亦不錯，在新加坡十大銷量排行榜上，作為粵語唱片，亦能首周空降第8名，第二週更直衝去第三名，反應頗為熱烈，專輯總銷量約31,000張。同時在新加坡以「反映時下年輕人的聽歌口味」為節目定位的動力88.3的「新電信金曲至尊排行榜」，《我們的主題曲》破紀錄，成為停留榜上最久的歌曲，長達18週。

## 專輯介紹

### 曲目資料
| 曲序     | 曲目                                                   |          | 作曲           | 编曲           | 备注     | 时长  |
| -------- | ------------------------------------------------------ | -------- | -------------- | -------------- | -------- | ----- |
| 1.       | 非男非女（監製：黃尚偉）                               | 周禮茂   | 黃尚偉         | 黃尚偉         | 第一主打 | 3:08  |
| 2.       | 我們的主題曲                                           | 黃偉文   | 吳國敬         | 鄧建明、陳匡榮 | 第二主打 | 3:35  |
| 3.       | 愛有什麼用（電影《愛你愛到殺死你》插曲；監製：黃尚偉） | 黃偉文   | 黃尚偉         | 黃尚偉         |          | 3:19  |
| 4.       | 唉聲嘆氣                                               | 林夕     | Roberto Buti   | 王利名、譚志偉 |          | 4:23  |
| 5.       | 情變                                                   | 梁芷珊   | 黎允文         | 鍾世英         |          | 3:31  |
| 6.       | 最後一次（電影《愛你愛到殺死你》插曲）                 | 林夕     | 陳偉堅         | 王利名         | 第三主打 | 3:47  |
| 7.       | 關心                                                   | 小美     | 林濛           | 唐奕聰         |          | 4:03  |
| 8.       | 女人本色（無線電視劇《陀槍師姐》主題曲）               | 亞里安   | 譚志偉、史丹利 | 譚志偉         |          | 3:21  |
| 9.       | 一夜成名                                               | 黃偉文   | 丁偉斌         | 唐奕聰         | 第四主打 | 4:40  |
| 10.      | 偶遇                                                   | 鄭國江   | 李雅桑         | 唐奕聰         |          | 3:01  |
| 11.      | 不過…                                                  | 李敏     | 陳小霞         | 王利名、譚志偉 |          | 3:36  |
| 12.      | 非男非女（remix；監製：黃尚偉）                        | 周禮茂   | 黃尚偉         | 黃尚偉         |          | 3:00  |
| 总时长： | 总时长：                                               | 总时长： | 总时长：       | 总时长：       | 总时长： | 43:29 |

備註：
- 〈唉聲嘆氣〉是改編自Laura Pausini主唱的《Un giorno senza te〉，由Roberto Buti作曲、Cheope作詞。
- 〈偶遇〉的原唱者是林志美。

## 發行版本
- 香港版 (1997)
- 台灣版 (1997)
- 新加坡版 (1997)
- 香港特別版 (1997)
- 韩国版 (1997)
- Compact Audio Cassette (1997)
- 華納金唱片復刻王系列 (2010)

## 音樂錄影帶
- 非男非女
- 我們的主題曲
- 愛有甚麼用（電影片段）
- 唉聲嘆氣
- 情變
- 最後一次（電影片段）
- 一夜成名

## 派台歌曲成績
| 歌曲         | 903 | RTHK | 997 | TVB | 備註                                    |
| 非男非女     | 3   | 1    | -   | 1   | 電影《愛你愛到殺死你》插曲              |
| 我們的主題曲 | (1) | 1    | 1   | 1   | 電影《愛你愛到殺死你》主題曲 四台冠軍歌 |
| 最後一次     | 4   | 11   | -   | 10  | 電影《愛你愛到殺死你》插曲              |
| 一夜成名     | 2   | -    | -   | -   |                                         |

## 所獲獎項
- 1997年度勁歌金曲第二季季選得獎歌曲 - 非男非女
- 1997年度勁歌金曲第三季季選得獎歌曲 - 我們的主題曲
- 新城精選104《十大本地金心情歌》 - 我們的主題曲
- 馬來西亞動感321中文音樂頒獎典禮《金曲獎》 - 我們的主題曲
- 有線YMC至尊榜總選《至尊最愛廣東歌》 - 我們的主題曲
- 芝加哥美加華語廣播電颱風城至愛中文歌曲流行榜《十大至愛歌曲》 - 非男非女
- 新城勁爆流行音樂頒獎禮《勁爆TowerRecords勁賣大碟 - 女：我們的主題曲》
- 香港電台十大中文金曲頒獎禮《十大中文金曲》 - 我們的主題曲
- 國際唱片業協會《本地雙白金唱片：我們的主題曲》

## IFPI唱片銷量榜
- 日期 位置 歌手 專輯
- 7-31 1 鄭秀文 我們的主題曲
- 8-7 1 鄭秀文 我們的主題曲
- 8-14 2 鄭秀文 我們的主題曲
- 8-21 3 鄭秀文 我們的主題曲
- 8-28 7 鄭秀文 我們的主題曲
- 9-4 6 鄭秀文 我們的主題曲
- 9-11 8 鄭秀文 我們的主題曲
- 10-16 10 鄭秀文 我們的主題曲

## 金曲龍虎榜銷售排行
- 日期 位置 歌手 專輯
- 1997-09-20 金曲龍虎榜秋季第10周 9 鄭秀文 我們的主題曲
- 1997-10-04 金曲龍虎榜秋季第12周 9 鄭秀文 我們的主題曲
- 1997-10-11 金曲龍虎榜秋季第13周 20 鄭秀文 我們的主題曲
- 1997-10-18 金曲龍虎榜冬季第1周 8 鄭秀文 我們的主題曲
- 1997-11-01 金曲龍虎榜冬季第3周 9 鄭秀文 我們的主題曲